# Ratkó József
Ratkó József (Pestszenterzsébet, 1936. augusztus 9. – Debrecen, 1989. szeptember 13.) József Attila-díjas (1969) magyar költő.

## Életpályája
Iskoláit Pesterzsébeten kezdte, majd vidéken lelencgyerekként folytatta. Élt Vámosmikolán, Sándorfalván, Budaörsön, Miskolcon, Parasznyán, Erdőbényén, Hajdúhadházon, Tiszadobon, Nyíregyházán. Dolgozott állami gazdaságban, borpincészetben, illetve segédmunkásként az Építéstudományi Intézetben. A Szegedi Tudományegyetemen magyar-olasz szakon tanult (1956-1958). 1955-től közölték verseit a folyóiratok (Alföld, Új Írás, Napjaink, Tiszatáj, Élet és Irodalom, Kortárs, Szabolcs Szatmár Népe). Első verseskötetének címe: Félelem nélkül.
Önéletrajza 1966-ban jelent meg. Nyíregyházán újságíróként dolgozott, majd a nagykállói Krúdy Gyula Járási Könyvtár igazgatója lett. (Halála után a nagykállói könyvtár fel is vette a költő nevét, ma már Ratkó József Városi Könyvtár.) Az ének megmarad (Hetek) versantológia költői közösségéhez tartozott. Segítsd a királyt című színpadi művét, verses drámáját a nyíregyházi Móricz Zsigmond Színház mutatta be 1985-ben. Rövid betegség után 1989-ben hunyt el Debrecenben.
Szellemi és művészi teljesítményének emlékére a nagykállói középiskola Ratkó József Irodalmi Napokat, 2001 óta pedig ennek keretében Országos Ratkó József Vers- és Prózamondó Versenyt rendez a Magyar Versmondók Egyesülete és tagszervezete, az Északkelet-magyarországi Regionális Versmondó Egyesület szakmai segítségével. 1993-ban Ratkó József díjat alapított a Hangsúly Művelődési és Művészeti Alapítvány. Személyére és költészetére a Magyar Versmondók Egyesületének tagjai emlékeztek 2006-ban, születésének 70. évfordulóján. Testvéröccse, Dr. Ratkó István matematikus, rendszeresen szervezett előadóesteket a tiszteletére, ahol maga is előadott testvére verseiből.
Ratkó József édesapjának testvére, a »ratkó-gyerekek« névadója, Ratkó Anna 1949 és 1953 között népjóléti, majd egészségügyi miniszter volt. A költő róla szóló gyilkos gúnyú versének címe: Nagynéném, a miniszterasszony.

## Művei

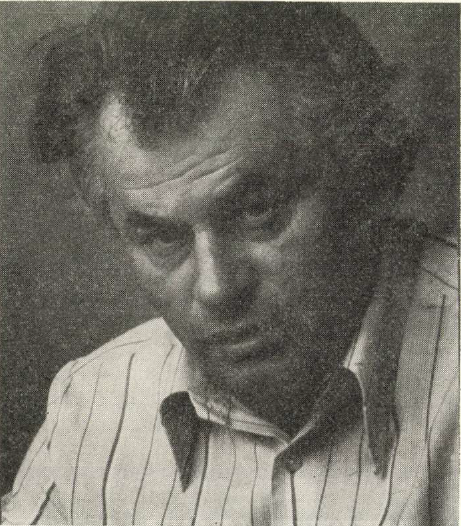
Móser Zoltán felvételén a Forrás című folyóiratban

- Félelem nélkül ( versek, próza, Bp., 1966) Magvető, Új termés-sorozat ;
- Fegyvertelenül (versek, Bp., 1968);
- Egy kenyéren (versek, Bp., 1970);
- Törvénytelen halottaim (versek, Bp., 1975);
- Gyerekholmi (gyermekversek, Keresztes Dórával, Bp., 1980);
- Félkenyér csillag (vál. versek, Bp., 1984);
- Segítsd a királyt! (dráma, Nyíregyháza, 1985);
- A kő alól (versek, Bíró Zoltán előszavával, Görömbei András interjújával, Bp., 1987)
- Ratkó-breviárium; szerk. Magyar József; Váci Mihály Városi Művelődési Központ, Nyíregyháza, 1993
- Segítsd a királyt! Történelmi dráma 3 felvonásban; Inter Leones, Bp., 1995
- Új évszak kellene. Összegyűjtött versek; összeáll., szerk., utószó Márkus Béla; Felsőmagyarország, Miskolc, 1995
- Ratkó József összes művei 1-3.; szerk., jegyz. Babosi László, szöveggond. Ratkó Lujza; Felsőmagyarország, Miskolc, 2000-2014
- Végtelen évszak. Válogatott művek; összeáll., ford. Gencso Hrisztozov; Hollósy Galéria, Bp., 2008 ("Versek és képek")

## Szépirodalmi feldolgozások
- G. Nagy Ilián: Árvaság ugyanaz marad (vers, Alföld, 1987. 11. sz.);
- Vincze Dezső: Ratkó József halála (vers, Palócföld, 1990. 2. sz.);
- Magyar József Koszorútöredék. Ratkó Józsefnek (vers, Hitel, 1989. 22. sz.);
- Szentmihályi Szabó Péter: In memoriam Ratkó József., Serfőző Simon: Búcsúvers (versek, Élet és Irod., 1989. 39. sz.).

## Díjai, elismerései
- József Attila-díj (1969)
- Szabó Lőrinc irodalmi díj (1971)
- Radnóti-díj (1975)
- SZOT-díj (1975)
- Váci Mihály-díj (1979)
- Szép Ernő-jutalom (1985)
- Magyar Örökség díj (2006)[2]

## Ratkó József-díj
A Ratkó József díjat 1993-ban alapította a Hangsúly Művelődési és Művészeti Alapítvány Ratkó József szellemi és művészi teljesítményének emlékére. A kuratórium tagjai minden esetben olyan alkotókat kívántak elismerni, akiknek életműve, esztétikai és erkölcsi értékrendje megkérdőjelezhetetlen, s a tájhoz, Szabolcs-Szatmár-Bereg megyéhez sajátos kötődésük van. A civil kezdeményezésre létrejött díjat – 100 000 forintot, König Róbert grafikusművész által metszett oklevelet, és Kő Pál szobrászművész plakettjét – 1996-ig Balázs József író (1993), Nagy Gáspár költő (1994), Aczél Géza költő (1995) és Szöllősi Zoltán költő (1996) vehette át. 1996-tól a Ratkó József díjat nem adta ki a kuratórium. Úgy vélték, hogy ha a megfelelő színvonal nem tartható, inkább szüneteltetni kell a díj kiadását. 2006-ban (Ratkó József születésének 70. évfordulójának évében) civil kezdeményezők kérvényt nyújtottak be a Megyei Közgyűléshez Ratkó József kitüntető díj kiadásának támogatásáról.  A Díjat 2006 őszén a Szabolcs-Szatmár-Bereg Megyei Önkormányzat határozatával „örökbe fogadta”, és szeptember 15-ei határozatával megteremtette a Ratkó József díj működésének anyagi feltételeit. 2007-től tehát a megye rangos irodalmi-művészeti díjaként újjászülethetett ez a hagyomány.

### 2007 óta
2012-ben a díjat nem adták ki. 2007 óta a díjat az alábbi személyek vehették át:
- Vári Fábián László költő, néprajzkutató (2007),
- Elek Tibor irodalomtörténész, esszéíró, kritikus, szerkesztő (2008)
- Tóth Erzsébet költő, kritikus (2009)
- Jánosi Zoltán irodalomtörténész, szerkesztő (2010)
- Babosi László könyvtáros, bibliográfus (2011)
- Márkus Béla irodalomtörténész, kritikus (2013)
- Gencso Hrisztozov költő, műfordító (2014)
- Antall István kulturális-újságíró, szerkesztő-riporter (2015 – posztumusz)
- Oláh András költő, író (2016)
- Nagy Zsuka költő, író (2017)
- Buda Ferenc költő, műfordító (2018)
- Nagy Gábor költő, író, irodalomtörténész (2019)
- Dupka György író, újságíró, szerkesztő, kisebbségi és kultúrpolitikus, civilszervezeti vezető, történész (2023)